# 邱维屏
邱維屏（1614年—1679年），字邦士，自號慢廡老人，江西寧都人，明末清初政治人物。

## 生平
萬曆四十二年（1614年），生於寧都河東坊（今寧都縣河東堂角村），23歲補諸生。督學侯峒曾奇賞之，名列第一。隱居翠微峰中，教授弟子，日夜不輟，尤精西洋算术，為“易堂九子”之一。著有《周易剿说》十二卷，《松下集》十二卷，《邦士文集》十八卷。

## 家族
祖父邱一鵬，官至湖廣按察司僉事。